# 퀸 (체스)
퀸(Queen→왕비/여왕, ♕, ♛)은 체스의 기물들 중 하나로, 가장 가치 있는 기물로 평가된다. 비숍과 룩을 합쳐 놓은 이동을 할 수 있어서, 오와 열을 따라 이동하는 것은 물론 대각선으로도 이동할 수 있다. 즉, 주쇼기, 다이쇼기의 분왕(奔王)과 같다. 단, 한 번의 이동 중에 방향을 바꾸는 것은 허용되지 않는다. 다른 말을 뛰어넘어 이동할 수 없다. 원래 이 기물은 참모로 표기되었으나 체스가 영국으로 넘어오면서 여왕 또는 왕비로 바꿔 불리게 되었다.
기물의 외형은 머리 부분을 제외하면 킹과 동일하다. 킹은 왕관을 착용하고 있지만 퀸은 티아라를 착용하고 있다.
|   | a                               | b                               | c                               | d                               | e                               | f                               | g                               | h                               |   |
| 8 | d8 black queen · d1 white queen | d8 black queen · d1 white queen | d8 black queen · d1 white queen | d8 black queen · d1 white queen | d8 black queen · d1 white queen | d8 black queen · d1 white queen | d8 black queen · d1 white queen | d8 black queen · d1 white queen | 8 |
| 7 | d8 black queen · d1 white queen | d8 black queen · d1 white queen | d8 black queen · d1 white queen | d8 black queen · d1 white queen | d8 black queen · d1 white queen | d8 black queen · d1 white queen | d8 black queen · d1 white queen | d8 black queen · d1 white queen | 7 |
| 6 | d8 black queen · d1 white queen | d8 black queen · d1 white queen | d8 black queen · d1 white queen | d8 black queen · d1 white queen | d8 black queen · d1 white queen | d8 black queen · d1 white queen | d8 black queen · d1 white queen | d8 black queen · d1 white queen | 6 |
| 5 | d8 black queen · d1 white queen | d8 black queen · d1 white queen | d8 black queen · d1 white queen | d8 black queen · d1 white queen | d8 black queen · d1 white queen | d8 black queen · d1 white queen | d8 black queen · d1 white queen | d8 black queen · d1 white queen | 5 |
| 4 | d8 black queen · d1 white queen | d8 black queen · d1 white queen | d8 black queen · d1 white queen | d8 black queen · d1 white queen | d8 black queen · d1 white queen | d8 black queen · d1 white queen | d8 black queen · d1 white queen | d8 black queen · d1 white queen | 4 |
| 3 | d8 black queen · d1 white queen | d8 black queen · d1 white queen | d8 black queen · d1 white queen | d8 black queen · d1 white queen | d8 black queen · d1 white queen | d8 black queen · d1 white queen | d8 black queen · d1 white queen | d8 black queen · d1 white queen | 3 |
| 2 | d8 black queen · d1 white queen | d8 black queen · d1 white queen | d8 black queen · d1 white queen | d8 black queen · d1 white queen | d8 black queen · d1 white queen | d8 black queen · d1 white queen | d8 black queen · d1 white queen | d8 black queen · d1 white queen | 2 |
| 1 | d8 black queen · d1 white queen | d8 black queen · d1 white queen | d8 black queen · d1 white queen | d8 black queen · d1 white queen | d8 black queen · d1 white queen | d8 black queen · d1 white queen | d8 black queen · d1 white queen | d8 black queen · d1 white queen | 1 |
|   | a                               | b                               | c                               | d                               | e                               | f                               | g                               | h                               |   |

## 초기배치
백 퀸은 d1, 흑 퀸은 d8에 배치한다.
- 퀸은 기보상에는 Q으로 나타낸다.
- 백색 퀸은 백색 칸, 흑색 퀸은 흑색 칸이 초기배치 지점이다.

## 퀸의 이동
이동의 기본
종・횡・사선(대각선)의 모든 방향으로 움직일 수 있다.
그림1 : 이동할 수 있는 칸에 적의 기물이 있는 경우, 그 기물을 잡을 수 있다.
잡은 뒤에는 그 기물이 있던 칸으로 이동한다.
그림2 : 아군의 기물이 있는 칸으로는 이동할 수 없다.
그림3 : (적과 아군에 관계없이) 다른 기물을 뛰어넘을 수 없다.

## 퀸의 가치
- 체스의 기물 6종류 중 가장 강하며, 기물 중에서 가장 가치가 높다.

|             | 킹        | 퀸 | 룩 | 비숍 | 나이트 | 폰 |
| ----------- | --------- | -- | -- | ---- | ------ | -- |
| 기물의 가치 | 4（없음） | 9  | 5  | 3    | 3      | 1  |

- 이 평가는 일반적인 것이며, 절대적이지 않다. 체스의 국면에 따라서 기물의 가치는 변한다.

## 같이 보기
- 여덟 퀸 문제
- 챈슬러 (체스)
- 아치비숍 (체스)
- 아마존 (체스)